# Lee Friedlander (photographe)
Pour les articles homonymes, voir Lee Friedlander.
Lee Friedlander, né le 14 juillet 1934 à Aberdeen, aux États-Unis, est un photographe américain.

## Biographie
Lee Friedlander étudie la photographie au Centre d'art de Los Angeles. En 1956, il déménage à New York, où il fait des photographies de jazz pour des couvertures de disques.
Ses premiers travaux sont influencés par Eugène Atget, Robert Frank, et Walker Evans. En 1960, la Fondation John-Simon-Guggenheim attribue une bourse à Friedlander pour qu'il se consacre à son art, d'autres bourses lui sont attribuées en 1962 et en 1977.
Il travaille alors principalement avec un appareil-photo Leica 35 mm et du film noir et blanc, se concentrant sur le « paysage social ». Pour sa photographie, il utilise différents aspects visuels de la vie urbaine : reflets de vitrines, propriétés clôturées, affiches et panneaux de signalisation, combinant le tout pour restituer une vision de la vie moderne.
Pour son projet America by car, au travers des cinquante états, il opte pour un Hasselblad Super Wide C.
En 1963, la George Eastman House lui accorde sa première exposition monographique. C'est de ce même moment que date, entre autres, son cliché New York qui capture une scène où se confrontent des éléments opposés de l'urbanité.
En 1967, Friedlander est l'une des principales figures de l'exposition « New Documents », au Museum of Modern Art (MoMA) de New York avec Garry Winogrand et Diane Arbus. Une de ses photos de cette année : Seattle, ainsi qu'une autre de 1969 : Maria, Southwestern United States, sont caractéristiques de ce que le cinéaste Joel Coen qualifie d'une division du cadre dans une sorte d'effet d'écran éclaté, et des reflets intriqués, (au sujet de Friedlander).
En 1973, son travail est à l'honneur aux Rencontres internationales de la photographie d'Arles à travers la projection du film Soirée américaine : Judy Dater, Jack Welpott, Jerry Uelsmann, Lee Friedlander présentée par Jean-Claude Lemagny.
Depuis 2003, Friedlander travaille principalement avec des appareils photographiques de moyen format. Il souffre d'arthrose et son handicap le cloue à domicile ; ainsi, il photographie son environnement. Son livre, Stems, reflète sa vie lorsqu'il s'est fait opérer du genou. Il dit que ses « membres » lui rappelaient des tiges de plantes ("Stems" en anglais). Ces images montrent les textures qui n'étaient pas présentes dans son travail plus ancien. En ce sens, les images sont semblables à celles de Josef Sudek, qui a également photographié les confins de sa maison et de son atelier.
En 2005, le MoMA montre une rétrospective des travaux de Friedlander. Cette exposition est présentée en France à Paris, à la Galerie nationale du Jeu de Paume, à l'automne 2006.
Toujours en 2005, il reçoit le Prix international de la Fondation Hasselblad.

## Expositions
- 1963 : George Eastman House, Rochester
- 1967 : New Documents », Museum of Modern Art (MoMA), New York, avec Garry Winogrand et Diane Arbus
- 2005 : Rétrospective, Museum of Modern Art (MoMA), New York
- 2005 : Rétrospective, du 19 septembre 2006 au 31 décembre 2006, Jeu de paume, Paris
- 2012 : Au bonheur des fleurs, photos de Lee Friedlander, Nobuyoshi Araki, Denis Brihat, Paul den Hollander (nl), Gérard Traquandi, du 13 juillet 2012 au 21 octobre 2012, Pavillon populaire, Montpellier
- 2024 : Lee Friedlander Framed by Joel Cohen, Fondation Luma, Arles,

## Crédit d'auteurs
- (en) Cet article est partiellement ou en totalité issu de l’article de Wikipédia en anglais intitulé « Lee Friedlander » (voir la liste des auteurs).